# Шелогино
Шелогино — деревня в Глажевском сельском поселении Киришского района Ленинградской области.

## История
Деревня Шологина упоминается на карте Санкт-Петербургской губернии 1792 года А. М. Вильбрехта.
Как деревня Шалыгино, состоящая из 22 крестьянских дворов, она обозначена на картах Санкт-Петербургской губернии Ф. Ф. Шуберта 1834 и 1844 годов.

ШОЛОГИНО — деревня господ Осиповой и Ильгина по почтовому тракту, число дворов — 22, число душ — 67 м. п. (1856 год)

ШОЛОГИНА (ШАЛЫГИНО) — деревня владельческая при реке Волхове, число дворов — 22, число жителей: 82 м. п., 92 ж. п.; Часовня православная. (1862 год)

Согласно епархиальным сведениям 1899 года деревня относилась к приходу Преображенской (св. Модеста) церкви в селе Пчева.
В конце XIX — начале XX века деревня административно относилась к Глажевской волости 5-го земского участка 1-го стана Новоладожского уезда Санкт-Петербургской губернии.
По данным «Памятной книжки Санкт-Петербургской губернии» за 1905 год деревня Шелогино вместе с деревней Тихорицы входила в состав Шелогинского сельского общества.

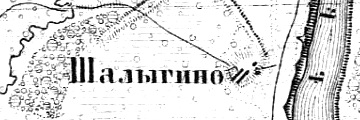
Деревня Шелогино на карте 1915 года

Согласно карте Петроградской и Новгородской губерний 1915 года деревня называлась Шалыгино.
С 1917 по 1927 год деревня Шелогино входила в состав Шелогинского сельсовета Глажевской волости Волховского уезда.
Согласно данным переписи населения СССР 1926 года в деревне Шелогино-I  проживали 189 человек, в деревне Шелогино-II  — 76, всего 265 жителей — все русские. 
С 1927 года в составе Андреевского района.
С 1928 года в составе Андреевского сельсовета.
С 1931 года в составе Киришского района.
Согласно карте Ленинградской области Северо-западного аэрогеодезического треста ГГУ издания 1932 года деревня насчитывала 23 крестьянских двора.
По данным 1933 года деревня называлась Шологино и входила в состав Андреевского сельсовета Киришского района.

План деревни Шелогино. 1937 год

Согласно топографической карте РККА 1937 года деревня Шелогино насчитывала 62 крестьянских двора, посёлок Пролетарский — 7 дворов. В деревне находилась школа и был организован колхоз «имени Володарского».
В 1939 году население деревни Шелогино составляло 316 человек. Согласно переписи населения СССР 1939 года в деревне Шелогино проживали 131 мужчина и 143 женщины, всего 274 человека. Кроме того в деревню был «перевезён посёлок Пролетарский», в котором проживали 29 мужчин и 13 женщин, всего 42 человека. Итого: 316 жителей.
С 1963 года в составе Волховского района.
С 1965 года вновь составе Киришского района. В 1965 году население деревни Шелогино составляло 52 человека.
По данным 1966 и 1973 годов деревня Шелогино входила в состав Андреевского сельсовета.
По данным 1990 года деревня Шелогино входила в состав Глажевского сельсовета.
В 1997 году в деревне Шелогино Глажевской волости проживали 19 человек, в 2002 году — 12 (все русские).
В 2007 году в деревне Шелогино Глажевского СП проживали 11 человек, в 2010 году — 7.

## География
Деревня расположена в северо-западной части района на автодороге 41К-573 (подъезд к дер. Шелогино), к западу от автодороги 41А-006 (Зуево — Новая Ладога).
Расстояние до административного центра поселения — 12 км.
В деревне находится железнодорожная платформа 46 км. Расстояние до ближайшей железнодорожной станции Андреево — 4 км.
Деревня находится на левом берегу реки Волхов.

## Демография
| 1862 | 1939 | 1965 | 1997 | 2002 | 2007 | 2010 |
| ---- | ---- | ---- | ---- | ---- | ---- | ---- |
| 174  | ↗316 | ↘52  | ↘19  | ↘12  | ↘11  | ↘7   |
| 2017 |      |      |      |      |      |      |
| ↗9   |      |      |      |      |      |      |

### Национальный состав
Согласно данным Всероссийской переписи населения 2021 года в деревне проживали 6 человек, все русские.